# Dziecinów (Powiat Kozienicki)
Dziecinów ist ein Dorf der Gemeinde  Grabów nad Pilicą im Powiat Kozienicki in der Woiwodschaft Masowien, Polen.
Das Dorf liegt 6 km östlich des Hauptorts der Gemeinde und 22 km nordwestlich der Kreisstadt Kozienice.
Von 1975 bis 1998 gehörte die Gemeinde zur Woiwodschaft Radom.